# Макарычев, Леонид Павлович
Леонид Павлович Макарычев (26 ноября 1927 — 25 марта 1988, Ленинград) — советский кинорежиссёр и кинооператор.

## Биография
Л. П. Макарычев родился 26 ноября 1927 года в Ленинграде.
В 1949 году окончил актёрский факультет Ленинградского театрального института имени А. Н. Островского.
Работал актёром Ленинградского драматического театра имени В. Ф. Комиссаржевской.
С 1958 года — оператор, а с 1961 — режиссёр Ленинградского ТВ.
В дипломной работе Леонида Макарычева короткометражном фильме «Спички детям не игрушка» (1959) снялись Миша Боярский, его отец Сергей и дядя Николай Боярские. Критиками был отмечен талант, театральный опыт, а также возможности начинающего режиссёра привлекать к съёмкам своих коллег-артистов.
С 1965 года — режиссёр-постановщик киностудии «Ленфильм». Второй режиссёр фильмов "Попутного ветра, «Синяя птица», «Степень риска».
Член Союза кинематографистов СССР (Ленинградское отделение).

## Семья
Отец — Павел Александрович Макарычев (?- 17 декабря 1945). Был начальником восстановительного поезда во время войны и блокады, награждён медалями и орденами.
Мать — Юлия Ивановна Макарычева (Каллаш) (?- 1976). Врач, руководила противотуберкулезным диспансером под Ленинградом. Источник: сообщение Александры Макарычевой
Был женат на актрисе Галине Ивановне Супруновой(1932—1994). Источник: сообщение Александры Макарычевой
Дочь — Александра Леонидовна Макарычева (родилась 26 февраля 1971 года в Ленинграде), снималась у отца в фильме «Ребячий патруль» (роль — Катя).
Как сообщила дочь Леонида Макарычева Александра Макарычева, Леонид Павлович Макарычев умер 25 марта 1988 года. Похоронен на Большеохтинском кладбище в Санкт-Петербурге.

## Фильмография
- 1969 — Мальчишки. Новелла «Это именно я»
- 1970 — Удивительный заклад
- 1972 — Красные пчёлы
- 1973 — Игра (ТВ)
- 1974 — Пятёрка за лето
- 1976 — Дикий Гаврила
- 1980 — Таинственный старик
- 1982 — Сквозь огонь
- 1984 — Ребячий патруль (ТВ)

### Короткометражные фильмы
- 1963 Мое (короткометражный) // Фитиль № 14
- 1961 Нервы (короткометражный)
- 1958 Спички детям не игрушка (короткометражный)(другое название «Это могло случиться»)
- 1958 Нюся (короткометражный)
- 1958 Новая Шехерезада (короткометражный)

## Критика
Вероятно, о ленте «Спички детям не игрушка» идет речь в книге С. И. Ильичева и Б. Н. Нащекина «Кинолюбительство: истоки и перспективы» (1986). Первый Всесоюзный смотр любительских фильмов, завершившийся в марте 1959 года, подвел первые итоги любительскому кино: «…На смотре были представлены и игровые ленты любителей, и две из них даже получили премии — „Мой день рождения“ К.Томариньша и „Это могло случиться“ Л.Макарычева. … Профессионалом стал и Леонид Макарычев, получивший на смотре приз за смешную и остроумную пародию на противопожарные фильмы-плакаты. В общем-то, лента „Это могло случиться“ была тем, что называют „капустником“, шуткой, ни на что особенно не претендующей. Однако, жюри прозорливо выделило ленту Макарычева из массы, почувствовав в нём человека с большим кинематографическим будущим. Добавим ради справедливости, что Макарычев был человеком театра, то есть человеком, лучше подготовленным, чем большинство его коллег.»

«Из всех фильмов, созданных одиночными кинолюбителями, которые нам удалось видеть за последний год, наибольший интерес представляют картины ленинградца Макарычева. Год назад он впервые взял в руки съемочную камеру и за короткий срок создал три небольших фильма: „Нюся“ — киноновеллу о молодых супругах, попавших „под каблук“ властной и не очень воспитанной домработницы, „Новая Шехеразада“ — шутку, сымпровизированную во время летнего отдыха, и „Это могло случиться“ — остроумную пародию на „противопожарные“ фильмы. Каждая новая картина Макарычева свидетельствует о росте его мастерства.
Все фильмы Макарычева — немые, снятые 16 -мм подержанным аппаратом и обработаны при помощи пресловутой кастрюли. Единственным преимуществом Макарычева перед массой кинолюбителей является его ‘профессия актёра, дающая ему возможность снимать в своих фильмах товарищей-актёров. Преимущество серьёзное, но не решающее — ведь студии кинолюбителей при дворцах культуры іи .клубах имеют широкие возможности привлекать к работе над своими фильмами участников художественной самодеятельности. Таким образом фильмы Макарычева можно считать типическими для современного этапа развития кинолюбительства, а технические возможности Макарычева ведь куда более скромные, чем у подавляющего большинства коллективов.
Лучшая картина Макарычева — „Это могло случиться“ — идет всего четыре минуты, но как удивительно ёмки оказались эти четыре минуты. Они вместили целый рассказ о том, как некий дядя Петя, очень любящий детей, развлекал племянника тем, что вместе с ним старательно и серьёзно разбивал молотком… ёлочные игрушки. Случайно мальчик ударил себя молотком по пальцу, взвыл от боли, а дядя Петя, чтобы успокоить его, стал чиркать спички. Научив племянника извлекать огонь, дядя Петя вручил ему коробку спичек и вышел из комнаты. Мальчик зажег валявшуюся на полу газету. Запылал огонь, запахло гарью. Дядя Петя, почуяв неладное, влетел в комнату, сорвал с вешалки какуюто тряпку и самоотверженно загасил пылающую газету. Его „героический“ подвиг не остался без награды: настоящий, в брезентовой спецовке и блестящей каске пожарник вручил ему грамоту и часы, потому что „пожар мог бы случиться, если бы не дядя Петя“.
Фильм кончается стихотворной моралью:
„Спички — вред! // Спички — яд! // Это от них дома горят!“
За четыре минуты Макарычев смог и показать правдоподобную жанровую сценку, и создать четкий образ доброго и недалекого дяди Пети, вдруг ставшего „героем“, и зло высмеять действительно на редкость примитивные фильмы
о борьбе с пожарами, и, наконец, блеснуть прекрасным „чувством кинематографа“… Про Макарычева, конечно, пока нельзя сказать, что сложным искусством кино он овладел полностью — это приходит после длительной и
трудной учёбы. Но все, что Макарычев перенял из профессионального кино в области композиции, ракурсов и использования различных планов, он применяет умело и тактично, в тесной связи с развитием действия и замыслом своего произведения. Так, например, в разбираемом нами фильме крупный план, выделяющий одну нужную деталь, использован, в сущности, всего два раза: в первом случае это коробка спичек, которую дядя Петя вручает мальчику, — кульминация фильма; во втором случае крупно снят огонь, охвативший газету, — здесь он служит и
цели пародийного преувеличения опасности и средством перехода от сцен спокойного времяпрепровождения дяди и племянника к кадрам „героизма“ и награждения дяди Пети. Владеет Макарычев и искусством монтажа.

И ещё об одном достоинстве фильмов Макарычева. Помимо того что он умело пользуется выразительными средствами кино, ему удалось даже в первой, совсем ученической работе — „Нюся“ — показать собственный творческий почерк.»— журнал "Советское фото". 1958, № 8, стр. 61-62.
О работе Леонида Макарычева в качестве второго режиссёра фильма «Попутного ветра, „Синяя птица“!» рассказал в статье «Попутного ветра, „Синяя птица“!» журналист Александр Кузьмин (газета «Невское время», 15.02.2014). «- Именно благодаря внешности я, сын первого выпускника ленинградской Корабелки, корейца по национальности, был утверждён на роль мальчика из Японии по имени Киото Таемура, — подтверждает Владимир Пак, ставший инженером-энергетиком. — Это был мой счастливый билет. Совпали многие обстоятельства. И в первую очередь то, что вторым режиссёром фильма стал Леонид Макарычев. Именно он незадолго до картины подбирал мальчишек для съёмок телепередачи „Красный галстук“. В передачу я не попал, но фото моё в базе данных „Ленфильма“ сохранилось. И пригодилось. А старшекласснику ленинградской английской спецшколы Валерию Комлеву превратиться в британского очкарика-всезнайку Алека Мильпатрика помогли именно… очки. И всё тот же Макарычев. — Леонид Павлович пришёл в нашу школу, — рассказывает Комлев. — Но интересовал его вовсе не я — меня он тогда знать не знал, — а учившийся на пару классов младше темнокожий паренёк по имени Рамальо, который успел сняться в эпизоде фильма „Человек-амфибия“ и был в школе очень известной личностью. Но Рамальо в школе Макарычев так и не застал, зато в коридоре ему на глаза попался я. Чем-то мои очки его „зацепили“.» Источник: статья «Попутного ветра, „Синяя птица“!» Александра Кузьмина (газета «Невское время», 15.02.2014)